# 如果，高校棒球女子經理讀了彼得·杜拉克
《如果，高校棒球女子經理讀了彼得·杜拉克》是日本作家岩崎夏海的小說，簡稱「如果杜拉」或「如果杜拉克」（もしドラ）。日本2010年熱門書籍暢銷榜首。

## 故事簡介
東京都立程久保高中二年級的少女川島南，去看住院的好友宮田夕紀，決定代替已住院的夕紀，幫忙加入棒球部當經理。南上任後，目標定為帶著棒球部打進甲子園。但南平日全是看而不做，不知怎樣才好時，在書店內誤拿了一本美國管理學大師彼得·杜拉克（Peter Drucker）1973年著作的管理學入門書《管理：任務、責任、實踐》（Management: Tasks, Responsibilities, Practices）。《管理》裡面寫的是企業經營和組織論的本質工作。南看完這本書，深受感動，決定採用其書內的人事管理模式，思考著顧客的定義、市場、管理學及創新的重要性，將其管理知識運用在棒球部內的管理改革上，一步步把棒球部重新架構。南的棒球部管理現在開始，並帶領棒球部前往朝甲子園邁進……。

## 登場人物
- 「声」為電視動畫版的声優．「演」為電影版的演員。

### 棒球部經理
川島南（聲：日笠陽子／演：前田敦子（原AKB48）、中田えな（幼少期））
高中2年級生。女主角，棒球部經理。
和夕紀是從小到大的朋友。在書店誤買了管理學大師杜拉克的著作《管理》並當成是管理社團上的利器，在弱小東京都立校的程久保高中棒球部擔任經理。
個性雖性急常下錯誤的判斷，不過心情轉換得很快。
小時候在父親的影響下夢想成為職業棒球選手，但是長大之後卻因為男女差異而愈來愈感到無力，直到最後發現無法成為棒球部正式選手時才知道自己的夢想是不可能實現的，為此大受打擊並認為遭受周遭的人欺騙，因此而討厭棒球。
於動畫第9集中，因為夕紀的死而自認喪失長久以來擔當經理一職的目的與意義，但在文乃的激勵下仍然回到球場，並且終於體會到了夕紀當初之所以感動的原因。
岩崎夏海曾透露，小說主人公川島南的原型是AKB48成員峯岸南。
宮田夕紀（聲：花澤香菜／演：川口春奈）
高中2年級生。和南是從小到大的朋友。
從孩提時代便是南要好的朋友，因為在小學時看到南擊出再見全壘打而心生感動，決心進入棒球部以期能再次體驗當初的感動。
為程久保高中棒球部經理，不過因為生病而長期住院。在南的請求與委託下為棒球部的成員進行市場營銷。愛好是手工藝，拿著與南一樣的吉祥物（手機吊飾，顏色不同）。
原本被醫生宣告只剩3個月的壽命，不過在南的支持下活了一年，之後逝去。
北条文乃（聲：仲谷明香（AKB48）／演：峯岸南（AKB48））
高中1年級生。有「唉，喂，是」的口頭禪。夕紀的學妹，也同為程久保高中棒球部的經理。有學年第一的優秀成績，但不喜歡被人稱作優等生。
負責信息分析和作戰籌劃等工作，同時擔任監督的輔助職務。
很尊敬夕紀，有想成為夕紀的想法。
作者透露，北条文乃的原型是AKB48成員渡邊麻友。
陳花江（聲：門田幸子）
動畫版的原創人物，於第3話開始登場。與文乃和祐之助一樣是高中1年級生。
性格明亮，和他人能夠馬上打好關係也是優點之一。
交友廣泛，負責情報蒐集。

### 教練・部員
加地誠（聲：津田健次郎／演：大泉洋）
20歲後半的社會課老師，也是程久保高中棒球部的總教練（監督）。自己也是打棒球出身。
東大畢業的歷史教師，曾是程久保高中棒球部部員。從棒球技術論到戰術論的造詣皆頗深，不常與選手上前交談，蠻難明白（不太敢很明確地說），對現今的高中棒球有所不滿。
之後在南的影響下逐漸改變，並採用「無犧牲球，無壞球」的新戰術來帶領球隊。
淺野慶一郎（聲：柿原徹也／演：瀨戶康史）
高中2年級生。程久保高中棒球部的8號頂尖投手。
右投右打。有著尖銳的快速球武器，後來習得滑球。
個性率真直接，在比賽場上必定盡力完成投手的責任。
體力用完的話球的控制會變得不穩定，目前連續投球的限制數似乎是102球上下。
最喜歡的歌曲是玉川茉莉唱的「IF」。
柏木次郎（聲：陶山章央／演：池松壯亮）
高中2年級生。程久保高中棒球部的5號捕手。右投右打。南和夕紀的青梅竹馬。是棒球部氣氛製造者，不過，其實什麼事都沒考慮就直接說出（超感覺遲鈍）。
二階正義（聲：淺沼晉太郎／演：鈴木裕樹）
高中2年級生。程久保高中棒球部的後補選手。右投左打。為了將來成為創業者的經驗而加入棒球部。
由於自身球技始終無法有突破，又為了不讓最後的高中生活有遺憾，因此放棄備取球員身分加入經理的行列，最後獲派正式球員的隊長一職。
負責棒球部的外交，常讀杜拉克的『管理』完整版。南也常找他諮詢，時常有很好的建議。
星出純（聲：細谷佳正／演：入江甚儀）
高中2年級的棒球部原隊長，因為隊長一職對他過於負擔，使他無法專心練習，最後辭去隊長一職專心練習打擊。
是隊伍裡面打擊率最高的一位，約7成。
當初因為缺乏繼續打棒球的動機而與去了棒球名校的好友加藤分道揚鑣；但此後並沒有怠慢練習，最後在高中聯賽的準決賽中對決，在第九局敲出逆轉比數的全壘打。
朽木文明（聲：赤澤涼太／演：矢野聖人）
高中2年級的棒球部外野手。
前田徑部部員，腳程飛快。
在地區預賽期間被任命為代跑員。
櫻井祐之助（聲：中西英樹／演：西井幸人）
高中1年級的棒球部内野手。
個性弱氣，抗壓性很低，常常會因為一時錯誤而意志消沉並跌落谷底而出現連續失誤的現象。
在多次的比賽之下逐漸克服，並且於白熱化的決賽中擊出了一隻左外野安打使得比賽結束。
新見大輔（聲：内匠靖明／演：松島庄汰）
高中1年級的棒球部後援投手。左投左打。
田村春道（聲：新垣樽助／演：野村周平）
高中1年級棒球部新入部員。右投左打。

### 球迷
玉川茉莉（聲：中島愛）
唱動畫片『如果王牌』插曲的音樂家。歌聲作為支撐著程久保高中棒球部的角色。
俗稱「玉茉莉」。程久保高中的日野市出身（生）的音樂家。看起來不像是該世代的18歲，有愛聽收音機的喜好，個性也十分活躍。程久保高中內愛好玉川茉莉者也多以淺野為首。

### 其他的人物
宮田靖代（聲：平田繪里子／演：西田尚美）
年齡不詳。夕紀的母親。
小島沙也香（聲：西口幸里沙）
高中2年級女子田徑部的隊長。

## 書誌
- 日文版 2009年12月4日發售 ISBN 978-4-478-01203-1

iOS版在2010年4月28日開始販售。
- 中文翻譯版（台灣）2011年7月1日發售 加藤嘉一譯 ISBN 978-986870364-3
- 中文翻譯版（中國大陸南海出版公司）2011年9月發售 加藤嘉一譯 ISBN 9787544252096
- 中文翻譯版（中國大陸人民邮电出版社）2020年11月發售 馬奈譯 ISBN 9787115532879

## 電視動畫
2010年發表動畫化，並在2011年3月14日至3月25日在NHK綜合頻道放送。3月11日發生2011年日本東北地方太平洋近海地震的關係播出特別節目的影響下延遲播出。
- 【NHK綜合電視】全10話一舉放送（每日一集）

4月25日～29日（星期一～星期五）下午10:55～11:20放送
5月2日～6日（星期一～星期五）下午10:55～11:20放送
- NHK正常播放【綜合電視】

2011年4月29日每週（星期五）上午0:15～0:40放送（4月28日每週星期四深夜24:15～24:40）

### 製作人員
- 原作：岩崎夏海
- 人物原案：ゆきうさぎ
- 監督：濱名孝行
- 系列構成：藤咲淳一
- 人物設定・總作畫監督：宮川智惠子
- 美術監督：大野廣司
- 色彩設計：田中美穗
- 撮影監督：荒井榮兒
- 音樂：佐藤準
- 音響監督：平光琢也
- 動畫製作人：大上裕真
- 動畫製作：Production I.G
- 制作統籌：齊藤健治、柏木敦子、石川光久
- 製作・著作：NHK、NHKENTERPRISES、Production I.G

### 主題曲
片頭曲
作詞、作曲、歌：azusa，編曲：azusa・t.sato
片尾曲
作詞：瀨名惠、作曲：若林充，編曲：佐藤準，歌：momo
插曲「If」（第6話、第7話）
作詞：Funta7，作曲：Funta3，編曲：，歌：玉川茉莉（CV：中島愛）

### 各集標題
| 話數   | 副標題 | 中文標題               | 腳本     | 分鏡     | 演出            | 作畫監督   |
| ------ | ------ | ---------------------- | -------- | -------- | --------------- | ---------- |
| 第1話  |        | 南與『管理學』的相遇   | 藤咲淳一 | 濱名孝行 | 石井久志        | 植田實     |
| 第2話  |        | 南著手進行行銷         | 櫻井圭記 | 新留俊哉 | 新留俊哉        | 永島明子   |
| 第3話  |        | 南旨在發揮人類的力量   | 藤咲淳一 | 松澤建一 | 松澤建一        | 田畑昭     |
| 第4話  |        | 南著手進行革新         | 櫻井圭記 | 濱名孝行 | 安藤貴史        | 窪田康高   |
| 第5話  |        | 南捨棄過去的高中棒球   | 櫻井圭記 | 石井久志 | 石井久志        | 小村方宏治 |
| 第6話  |        | 南針對戰術和現狀的思考 | 藤咲淳一 | 福島宏之 | 寺澤伸介        | 澤田讓治   |
| 第7話  |        | 南關於成果的思考       | 藤咲淳一 | 木宮茂   | 木宮茂          | 吉川真帆   |
| 第8話  |        | 南思考管理學應有的姿態 | 櫻井圭記 | 濱名孝行 | 安藤貴史        | 沼津雅人   |
| 第9話  |        | 南失去了重要的東西     | 藤咲淳一 | 新留俊哉 | 新留俊哉        | 永島明子   |
| 第10話 |        | 南被高中棒球所感動     | 藤咲淳一 | 濱名孝行 | 濱名孝行 小林敦 | 宮川智惠子 |

### 播放電視台
| 播放地區 | 播放電視台 | 播放日期                | 播放時間                          |
| -------- | ---------- | ----------------------- | --------------------------------- |
| 日本全域 | NHK綜合    | 2011年4月25日 - 5月6日  | 星期一-星期五 22時55分 - 23時20分 |
| 日本全域 | NHK綜合    | 2011年4月29日 - 6月17日 | 星期四 24時15分 - 24時40分        |

## 漫畫
集英社發行的漫畫雜誌《Super Jump》在2011年第2号（2010年12月22日發售）至2011年第20號連載漫畫版，椿あす作畫，2011年12月至2012年9月改在《Grand Jump Premium》創刊號至2012年10月號連載。
| 冊數 | 集英社         | 集英社                 |
| 冊數 | 初版發售日期   | ISBN                   |
| ---- | -------------- | ---------------------- |
| 1    | 2011年5月2日   | ISBN 978-4-08-859883-3 |
| 2    | 2012年2月18日  | ISBN 978-4-08-858787-5 |
| 3    | 2012年11月19日 | ISBN 978-4-08-858796-7 |

## 電影
在2010年12月13日發表電影化。

### 工作人員
- 綜合製作：秋元康
- 行政官製片者：濱名一哉・吉田正樹
- 企劃製片者：森川真行
- 監督：田中誠
- 製作：2011「もしドラ」製作委員会
- 配給：東宝

## 註解
1. ↑  .   [2011-06-26]. （原始内容存档于2011-06-25）.
2. ↑  .   [2011-04-29]. （原始内容存档于2011-03-26）.
3. ↑  . 『如果杜拉』公式網站. 2010-10-18  [2011-03-31]. （原始内容存档于2010-10-22）.
4. ↑  . 『如果杜拉』公式網站. 2011-01-19  [2011-03-31]. （原始内容存档于2011-01-30）.
5. ↑  12月より『もしドラ』のマンガ連載がはじまります! （页面存档备份，存于） - 『もしドラ』公式サイト
6. ↑  「もしドラ」電影化！ＡＫＢ前田初主演 （页面存档备份，存于）、サンケイスポーツ、2010年12月13日
7. ↑  AKB48前田敦子「もしドラ」電影化で初主演 （页面存档备份，存于）、電影.com、2010年12月13日

## 外部連結
- 如果，高校棒球女子經理讀了彼得‧杜拉克（官方网站）（日語）
- 2010年4月17日号 特集「もっと知りたい! ドラッカー」（週刊ダイヤモンド・バックナンバー）（日語）
- Bestseller's Interview 第10回・岩崎夏海（页面存档备份，存于）（新刊JP）（日語）
- 如果，高校棒球女子經理讀了彼得‧杜拉克（页面存档备份，存于）（日語）
- 《如果杜拉》公式アカウント (moshidora)的X（前Twitter）（日語）
- NHK「如果杜拉」官網（页面存档备份，存于）（日語）
- 動畫《如果杜拉》プロジェクト・サイト（日語）
- 動畫《如果杜拉》IG公式ツイッター (moshidora_anime)的X（前Twitter）（日語）
- e-SUPER JUMP 作品紹介（页面存档备份，存于）（日語）
- 電影《如果，高校棒球女子經理讀了彼得‧杜拉克》官方網站（日語）
- 如果高校棒球女子經理讀了彼得‧杜拉克的Facebook專頁，新經典文化專設粉絲頁。（繁體中文）